# Miežiškiai
Miežiškiai är en ort i Panevėžys län i norra Litauen. Enligt folkräkningen från 2011 har staden ett invånarantal på 651 personer.